# Neotettix proavus
Neotettix proavus is een rechtvleugelig insect uit de familie doornsprinkhanen (Tetrigidae). De wetenschappelijke naam van deze soort is voor het eerst geldig gepubliceerd in 1916 door Rehn & Hebard.